# Yara Kastelijn
Yara Kastelijn (født 9. august 1997) er en hollandsk cykelrytter, som i øjeblikket konkurrerer i cykelcross for UCI Cyclocross Team Credishop–Fristads, og i landevejscykling for UCI Women's Continental Team Fenix–Deceuninck.
I 2019 vandt hun eliteløbet ved de europæiske mesterskaber i cykelcross.